# Оренбургский областной драматический театр имени М. Горького
Оренбургский областной драматический театр имени М. Горького — драматический театр в городе Оренбурге, основанный в 1856 году.

## История театра

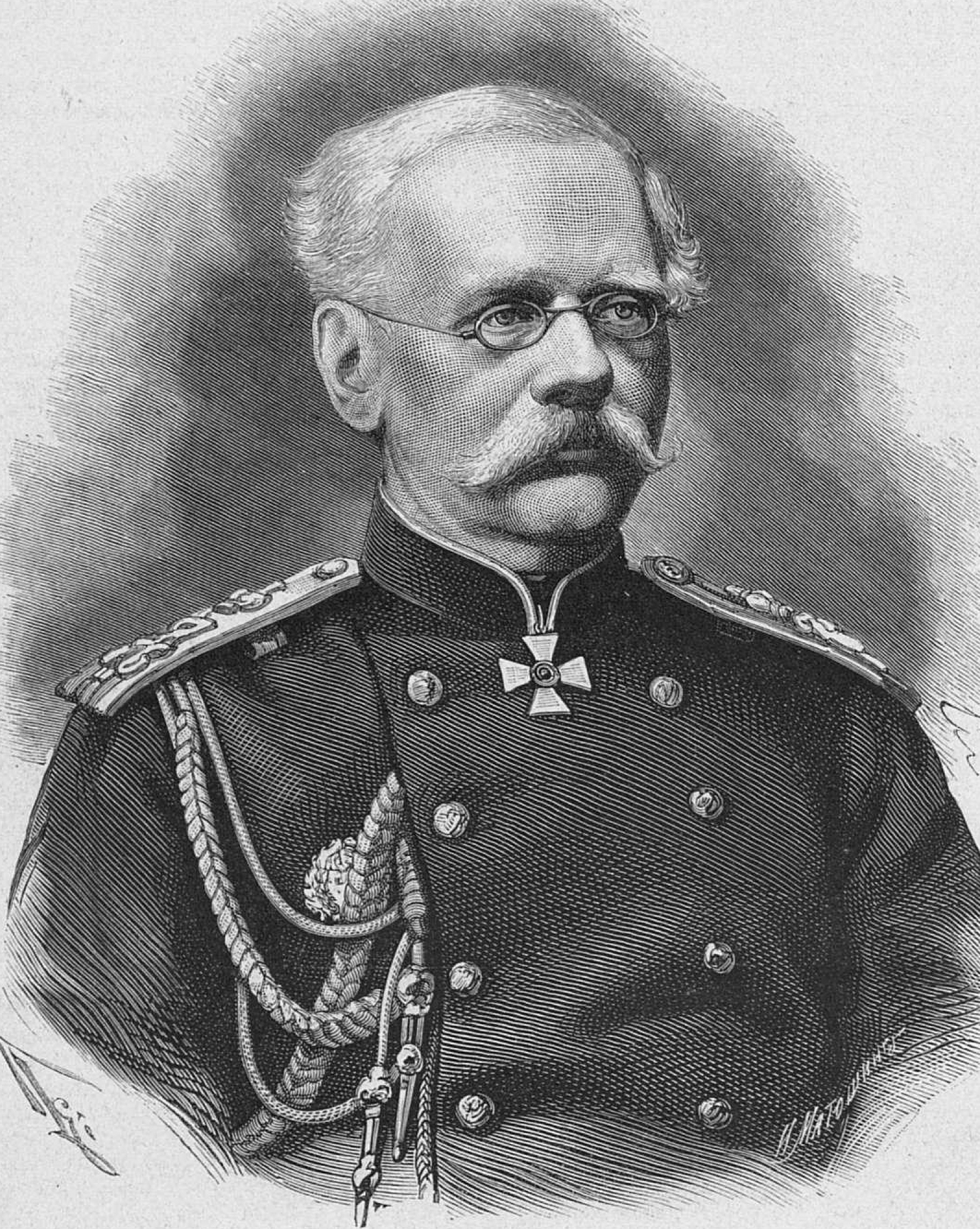
Н. А. Крыжановский.

Впервые жители Оренбурга смогли увидеть спектакли профессионального театра осенью 1856 года. Антрепренёр Борис Климович Соловьёв привёз тогда в город свою труппу. Спектакли показывали два сезона, несмотря на то, что материальной поддержки от властей города не было. Представления шли в помещении каменного манежа-экзерциргауза, сооружённого в 1830-е годы для занятий с рекрутами.
В 1868 году оренбургский губернатор Н. А. Крыжановский, сам являвшийся театралом, отдал предписание произвести реконструкцию здания. Тогда была расширена сцена, устроено тёплое фойе, для зрителей сооружены третий ярус и ложи. Вновь отстроенный театр торжественно открыли 14 января 1869 года. На сцене обновлённого здания были поставлены пьесы «Холостяк» И. С. Тургенева и водевиль «Колечко с бирюзой».
В истории театра имена антрепренёров А. Бельского, А. А. Рассказова, П. Казанцева, И. Новикова, А. М. Коралли-Торцова, артистов П. А. Стрепетовой, Модеста Писарева, Владимира Андреева-Бурлака, Веры Комиссаржевской, Михаила Тарханова, Николая Светловидова, В. М. Петипа.
Однако в провинциальном театре были свои проблемы, его мало посещала публика. Вот что пишет о нём газета «Оренбургский листок» в своём выпуске от 12 декабря 1879 года

«Нашему театру не везёт, его не посещают, хотя артисты играют хорошо. Что это — недостаточная развитость вкуса или наличие серьёзного репертуара. Злополучному нашему театру приходится вести нелёгкую борьбу с трактирами, содержащими арфисток. Под аккомпанемент арфы „птички певчие“ распевают любовные романсы и куплеты, вызывая восторг посетителей трактиров… Чтобы существовать, театр должен бросить серьёзный репертуар и удариться во все фокусы современного адюльтера».

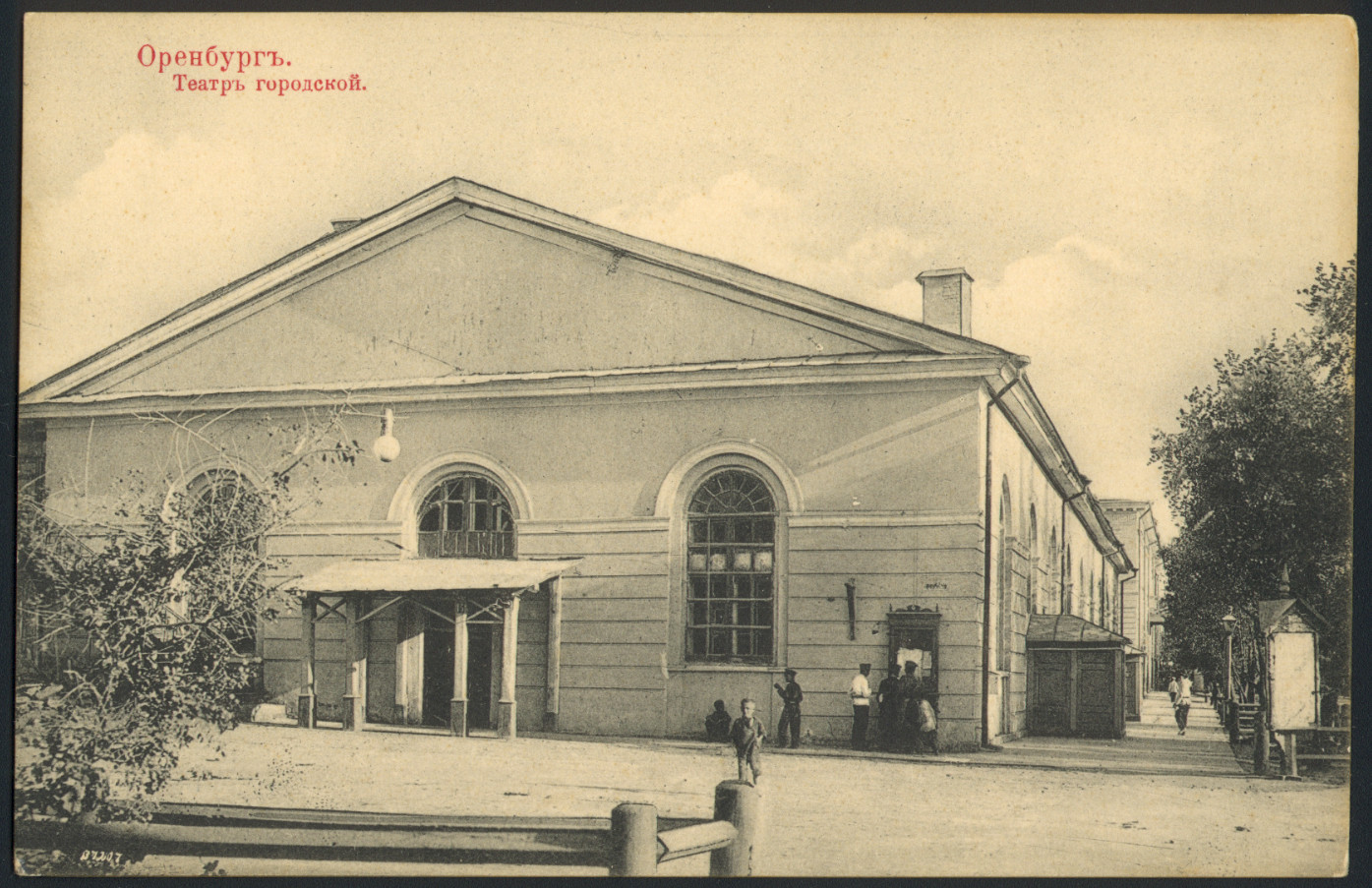
1902 год. Почтовая открытка.

В 1898 году на сцене Оренбургского театра одновременно с МХТ была поставлена «Чайка» А. П. Чехова.
В 1902 году Оренбургский театр поставил спектакли по пьесам Максима Горького: «Фома Гордеев и Маякин» и «Мещане». В 1904 году была поставлена пьеса «На дне». В 1905 году, в бенефис актрисы В. И. Шейной была поставлена пьеса «Дачники», в ноябре того же года была поставлена пьеса «Дети солнца».

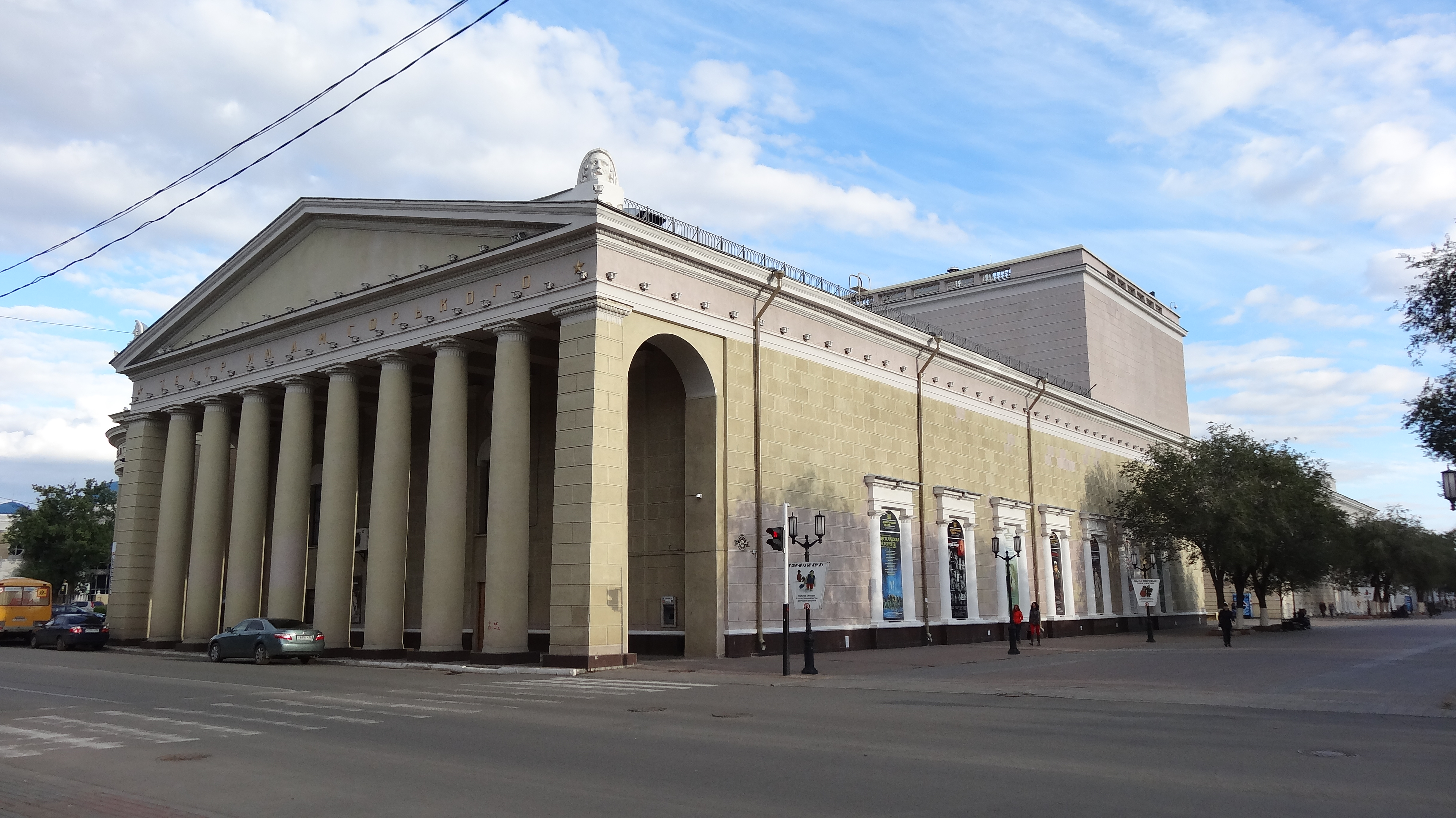
Вид с Пушкинской

В 1920 году театр осуществил уникальную постановку: массовое представление «Осада Емельяном Пугачевым Оренбургской крепости». Тогда впервые был воплощён на сцене образ Емельяна Пугачева. Затем ещё не раз театр обращался к этому образу: в 1953 году был поставлен спектакль «Емельян Пугачев» В. И. Пистоленко, в 1973 году «Место действия — Россия» Н. Доризо, в 1983 и 2000 «Капитанская дочка» А. С. Пушкина.
В 1932 году театру было присвоено имя Максима Горького.
Со времени установления Советской власти в Оренбуржье театр активно работал над улучшением репертуара. В 1925 году был поставлен спектакль «Шторм» В. Билль-Белоцерковского который пользовался оглушительным успехом. Двумя годами позже был поставлен спектакль «Любовь Яровая» по пьесе К. А. Тренёва, более 20 раз он был показан на сцене театра за два сезона, что для не очень то большого Оренбурга, безусловно, являлось показателем. В 1930-е были поставлены многие классические произведения: «Гамлет» (1934), «Ромео и Джульетта» (1936), «Борис Годунов», «Горе от ума», «Ревизор» (1937). Ставились также и пьесы современных драматургов: пьесы Н. Ф. Погодина «Поэма о топоре», «Темп» (1938). На сцену театра пришла Лениниана: «Человек с ружьём» (1938), «Ленин в 1918 году», «Кремлёвские куранты». Исполнявший в «Кремлёвских курантах» роль Ленина актёр В. И. Агеев стал первым из оренбургских артистов, удостоенных звания «Народный артист РСФСР» (в 1957 году).

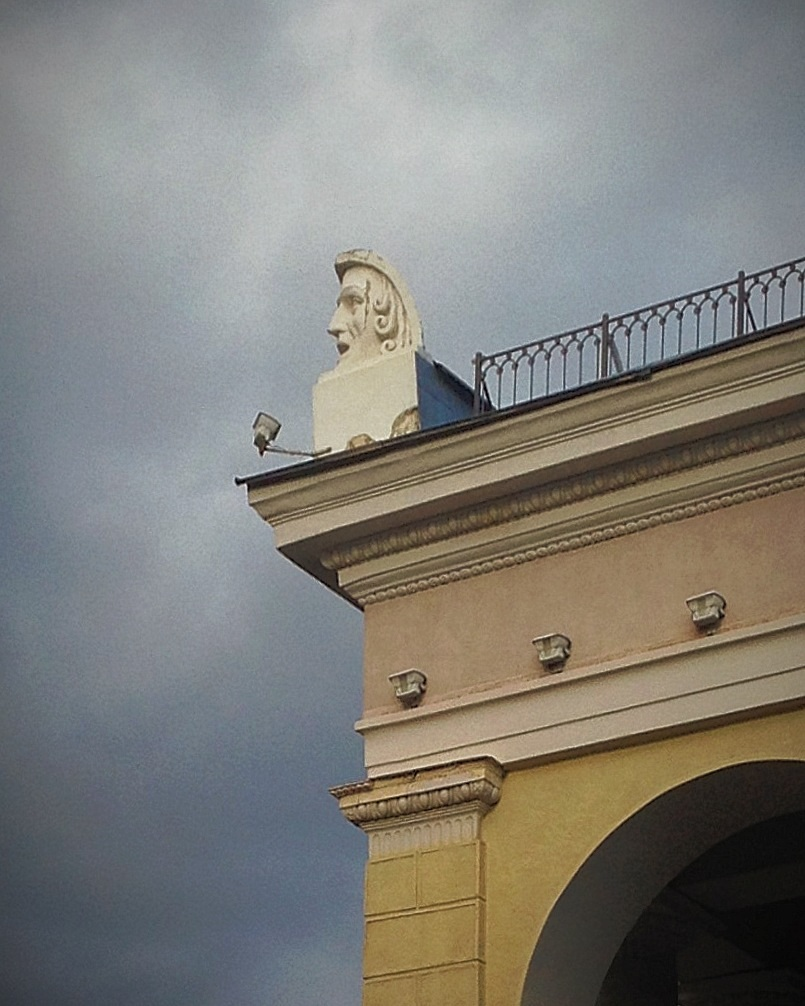
Маска на крыше

В разные годы театр возглавляли известные и заслуженные режиссёры: народный артист СССР М. А. Куликовский (1941—1953), засл. деятель искусств РСФСР Ю. С. Иоффе, заслуженный деятель искусств РСФСР Н. Ш. Тхакумашев (1971—1978), народный артист России А. М. Зыков (1978—1986), заслуженный деятель искусств Казахской ССР Н. А. Воложанин, засл. деятель искусств РФ В. С. Подольский, народный артист России А. С. Солодилин.
С 1945 по 1949 год проводилась реконструкция здания, которое занимает театр. По сути, на прежнем месте был выстроен новый театр. В нём всё было специально продумано и приспособлено для постановок спектаклей.
В 1955 и 1962 гг. театр гастролировал в Москве, а в 1966 году в Ленинграде. Тогда о спектаклях театра написали журналы «Театр» и «Театральная жизнь», вышли статьи в столичных газетах. Отмечались яркие актёрские работы, прекрасная сценография, самобытный репертуар театра.

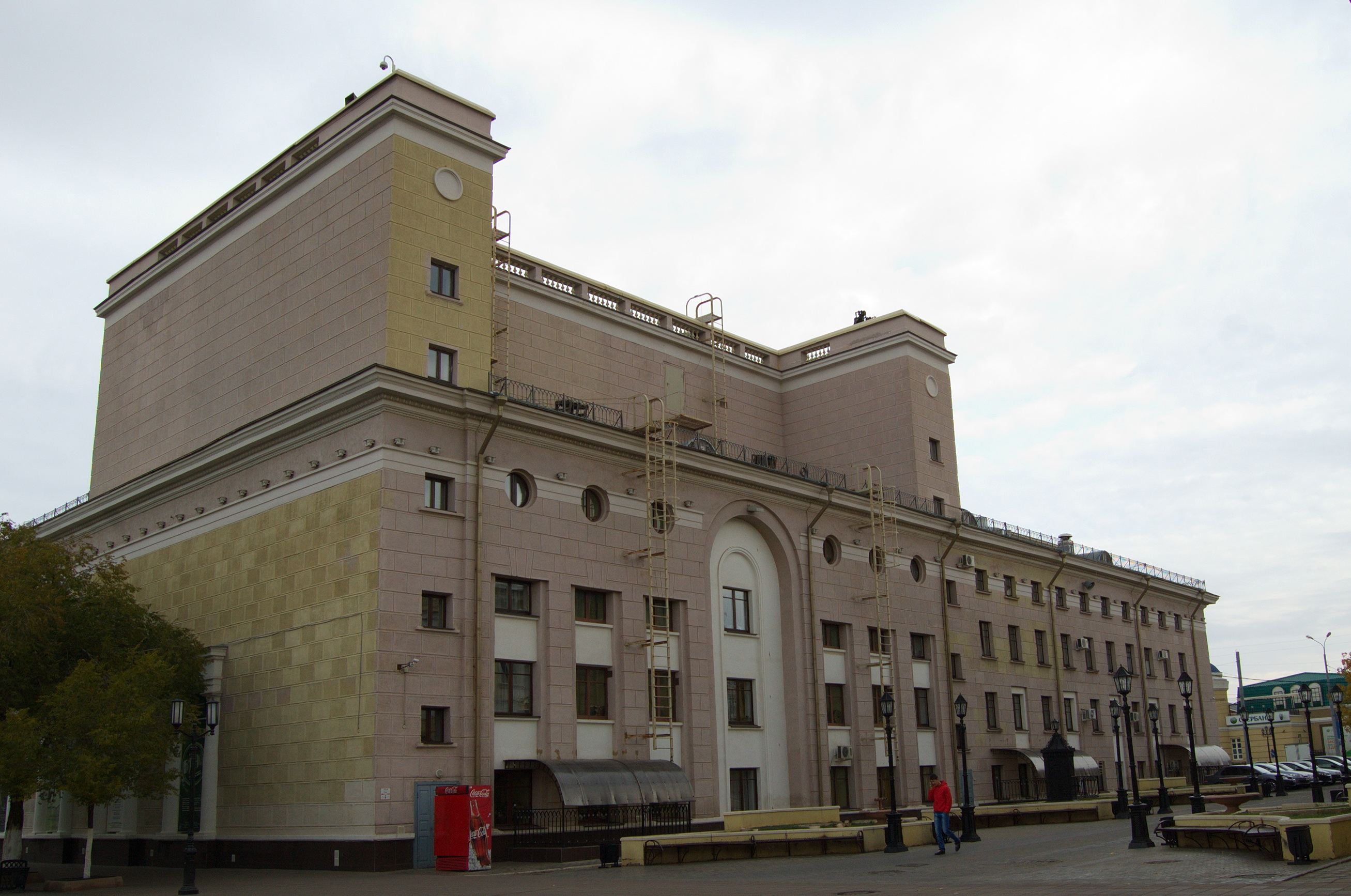
Вид с Ленинской

В период с 1962 по 1970 год при театре работал филиал школы-студии МХАТ. Состоялось два выпуска актёров в 1966 и 1970 гг, было выпущено 27 актёров. Среди них были и актёры на долгие годы связавшие свою судьбу с театром имени Горького: заслуженные артисты Изольда Лидарская, Александр Папыкин, Павел Чиков, актрисы Елена Могельницкая, Наталья Панова, Елена Улановская.
С 1997 года театр возглавляет Рифкат Исрафилов.
В 2006 году была завершена ещё одна реконструкция здания театра. Ныне зал театра вмещает 429 зрителей. Ширина сцены составляет 14 метров, её глубина 10 метров. Имеется поворотный круг и оркестровая яма.

## Знаменитости прошлых лет

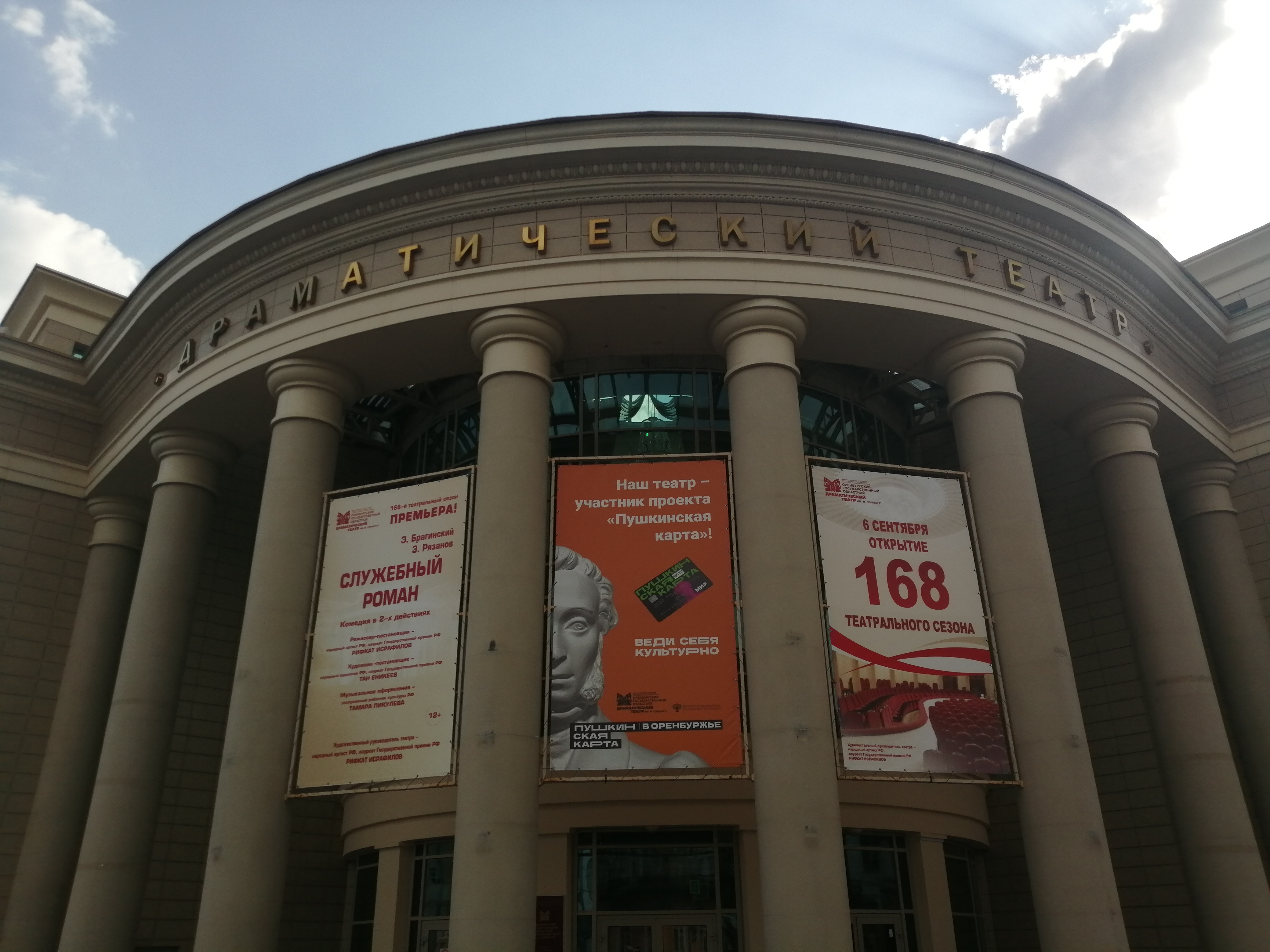

- Шатрова, Вера Михайловна — (1946—1949), народная артистка РСФСР.
- Ежков, Святослав Григорьевич — (1947—1951, 1970—1996), народный артист РСФСР.
- Лесников, Георгий Михайлович — (1951—1955), заслуженный артист РСФСР.
- Михалёв, Александр Александрович — (1959—1979), народный артист РСФСР.
- Антонов, Виктор Николаевич — (1971—1996), народный артист РСФСР.
- Бажанов, Олег Сергеевич — заслуженный артист РФ (2004).
- Оличенко, Елена Ивановна — заслуженная артистка РФ (1996).
- Солодилин, Анатолий Сергеевич — народный артист РФ (1992).
- Чиков, Павел Георгиевич — заслуженный артист РФ (1996).
- Беляева, Наталья Анатольевна — заслуженная артистка РФ (2004).
- Жирецкая, Людмила Павловна (1932—2001) — заслуженная артистка РСФСР (1986)
- Репьёв, Пётр Пантелеевич (1928—1993) — заслуженный артист РСФСР (1980)

## Современная труппа театра
Народные артисты России:

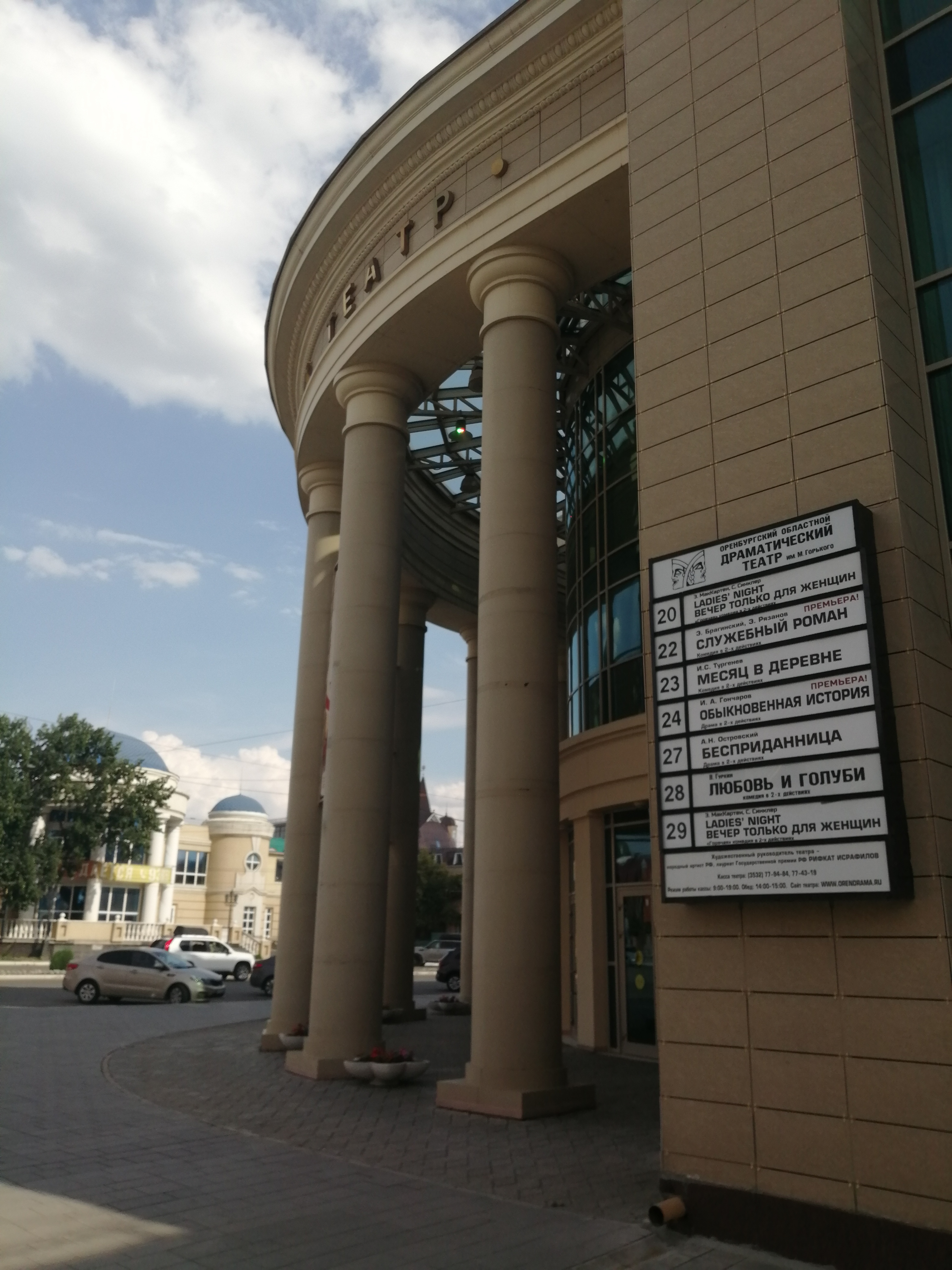

- Исрафилов, Рифкат Вакилович (Художественный руководитель театра)
- Лещенко Андрей Фёдорович

Заслуженные артисты России:
- Бухаров Владимир Семенович;
- Величко Надежда Павловна;
- Карпович Зинаида Михайловна;
- Кунин Сергей Константинович;
- Круглов Борис Леонидович;
- Папыкин Александр Иванович;
- Труба Юрий Александрович;
- Тыщенко Сергей Иванович;
- Ханов Олег Закирович

Лауреат Государственной премии РФ:
- Ханов Олег Закирович — (1996) за роль пастуха Абдрахмана в спектакле «Бибинур, ах Бибинур!».

- По состоянию на 01.01.2019 года.
- С полным составом труппы и репертуарным календарём можно ознакомиться на официальном сайте театра.

## Награды
- Премия Правительства Российской Федерации имени Фёдора Волкова за вклад в развитие театрального искусства Российской Федерации (21 июля 2008 года)[11].